# Żeniowce
Żeniowce (biał. Жынаўцы; ros. Жиновцы) – wieś na Białorusi, w obwodzie grodzieńskim, w rejonie wołkowyskim, w sielsowiecie Subacze.
W dwudziestoleciu międzywojennym wieś i folwark Żeniowce leżały w Polsce, w województwie białostockim, w powiecie wołkowyskim, w gminie Tereszki.